# Paul Lombard (homme politique)
Pour les articles homonymes, voir Paul Lombard et Lombard.
Paul Henri Marius Lombard (né le 15 décembre 1927 à La Ciotat et mort le 7 juin 2020 à Martigues) est un homme politique français. Membre du  Parti communiste français, il est maire de  Martigues de 1969 à 2009,  conseiller général de 1970 à 1988 et député des Bouches-du-Rhône de 1988 à 1993.

## Biographie

### Jeunesse
Après quelques années passées à La Ciotat, sa famille regagne rapidement sa ville d'origine, Martigues. En 1944, son père Paul-Baptistin Lombard, engagé dans la résistance communiste, est arrêté par les Allemands et fusillé le 13 juin 1944.

### Années 1953-1968
Paul Lombard entre au conseil municipal de Martigues en 1953, à la faveur de la démission de sa mère, et se trouve dans l'opposition communiste au maire Paul Pascal (SFIO). En 1959, la liste PCF menée par Francis Turcan est élue et il devient adjoint aux finances de 1959 à 1968. La ville amorce sa modernisation dans le sillage de la création de la zone industrielle de Fos-Lavéra.

### Années 1968-2009
À la suite de la mort de Francis Turcan en 1968, Paul Lombard devient maire de Martigues et fut réélu à ce poste en 1971, 1977, 1983, 1989, 1995, 2001 et 2008 à chaque fois au premier tour. Il a aussi été député de 1988 à 1993.
Sa première tâche, déjà amorcée pendant les années Turcan est de moderniser la ville (en 1959, le tout-à-l'égout n'existe pas) et de faire face à l'afflux d'habitants (Martigues passe d'un peu plus de 10 000 habitants à la fin de la guerre à plus de 38 000 en 1975). L'organisation et l'approvisionnement en eaux de la ville (travaux sur le canal de Martigues, construction d'une station d'épuration puis d'une usine de filtration en 1989) sera ainsi un de ses principaux succès en même temps que la Régie des Eaux de Martigues deviendra l'une des vitrines des nouveaux services municipaux.
En 1974, trois chantiers importants sont achevés : l'hôpital des Rayettes, la construction du lycée Jean Lurçat et la voie rapide vers Fos et Arles. En 1977, s'achève la réalisation du quartier Saint-Roch et commencent les chantiers de rénovation du quartier de l'Ile puis les fouilles archéologiques qui dureront jusqu'en 1989 et aboutiront à la création d'un service archéologique spécialisé par la ville. Martigues fête ensuite ses 400 ans d'existence en 1981.
La ville étant désormais pourvue en installations modernes, les chantiers et constructions suivants se dirigent vers le confort des habitants. Une bibliothèque est inaugurée en 1981, un musée de peinture et une radio locale (Radio Maritima) l'année suivante puis, en 1983, un nouvel hôtel de ville. En 1993 et 1995, ces installations sont complétées par les constructions de la Halle de Martigues et du Théâtre des Salins.
À l'occasion des élections municipales de 2008, il se présente pour la 7e fois consécutive tout en annonçant son départ en 2009 au profit de Gaby Charroux. La passation a lieu le 29 mai 2009 devant 3 000 personnes. Paul Lombard demeure cependant conseiller municipal.

### Mort
Paul Lombard meurt le matin du 7 juin 2020 à son domicile, à l'âge de 92 ans.

## Distinction
En 2011, Paul Lombard est fait officier de la Légion d'honneur.